# Aprostocetus doronokianus
Aprostocetus doronokianus is een vliesvleugelig insect uit de familie Eulophidae. De wetenschappelijke naam is voor het eerst geldig gepubliceerd in 2010 door Kamijo.